# Гаммонд (Іллінойс)
Гаммонд (англ. Hammond) — селище (англ. village) в США, в окрузі Піатт штату Іллінойс. Населення — 508 осіб (2020).

## Географія
Гаммонд розташований за координатами 39°48′0″ пн. ш. 88°35′34″ зх. д. / 39.80000° пн. ш. 88.59278° зх. д. (39.800050, -88.592862).  За даними Бюро перепису населення США в 2010 році селище мало площу 1,96 км², з яких 1,96 км² — суходіл та 0,00 км² — водойми.

## Демографія
Згідно з переписом 2010 року, у селищі мешкало 509 осіб у 220 домогосподарствах у складі 131 родини. Густота населення становила 260 осіб/км².  Було 243 помешкання (124/км²).
Расовий склад населення:
| - 98,8 % — білих - 0,4 % — азіатів |

До двох чи більше рас належало 0,8 %. Частка іспаномовних становила 1,0 % від усіх жителів.
За віковим діапазоном населення розподілялося таким чином: 23,6 % — особи молодші 18 років, 59,7 % — особи у віці 18—64 років, 16,7 % — особи у віці 65 років та старші. Медіана віку мешканця становила 40,7 року. На 100 осіб жіночої статі у селищі припадало 113,0 чоловіків;  на 100 жінок у віці від 18 років та старших — 106,9 чоловіків також старших 18 років.
Середній дохід на одне домашнє господарство  становив 54 335 доларів США (медіана — 49 545), а середній дохід на одну сім'ю — 60 320 доларів (медіана — 55 556). За межею бідності перебувало 6,8 % осіб, у тому числі 7,0 % дітей у віці до 18 років та 0,0 % осіб у віці 65 років та старших.
Цивільне працевлаштоване населення становило 199 осіб. Основні галузі зайнятості: виробництво — 27,1 %, освіта, охорона здоров'я та соціальна допомога — 22,1 %, роздрібна торгівля — 12,1 %, транспорт — 11,1 %.